# Henri Dunant
Jean-Henri Dunant (Genebra, 8 de maio de 1828 — Heiden, Suíça, 30 de outubro de 1910) foi um filantropo suíço, co-fundador da Cruz Vermelha Internacional. Recebeu o primeiro Nobel da Paz em 1901, juntamente com Frédéric Passy.

## Família e infância
Jean-Henri Dunant nasceu em 8 de maio de 1828 em Genebra. Foi o primeiro filho de Antoinette Dunant-Colladon e seu marido, o comerciante Jean-Jacques Dunant; ambos calvinistas devotos. A casa da família ficava localizada na rua Verdaine, 12, em Genebra. Os pais de Henri possuíam grande influência na cidade e estavam engajados na vida política e social. Seu pai era membro do Conseil Représentatif, um dos ex-ramos legislativos da cidade de Genebra, e cuidava de órfãos e ex-reclusos. Já sua mãe era filha de Henri Colladon, chefe do Hospital de Genebra e prefeito de Avully. Ela trabalhava no setor de caridade, especialmente com pobres e doentes. Um dos tios maternos de Henri foi o físico Jean-Daniel Colladon. As atividades de caridade dos pais foram refletidas na educação dos seus filhos: eles incentivaram a responsabilidade social desde cedo em Henry Dunant, e em suas duas irmãs e dois irmãos. Uma experiência marcante para Henry Dunant foi uma viagem com seu pai para Toulon, onde ele teve que testemunhar a tortura de prisioneiros numa cozinha.

## O princípio
Inicialmente um homem de negócios, foi representante de uma companhia de Genebra. Enfrentando alguns problemas no que diz respeito à exploração das terras e numa tentativa de solução desses mesmos problemas, decidiu dirigir-se pessoalmente ao imperador francês Napoleão III, que na época se encontrava em Itália a comandar o exército francês que juntamente com os italianos tentava expulsar os austríacos do território italiano.

## A razão
Ao presenciar o sofrimento na frente de combate na Batalha de Solferino em 1859, Dunant organizou de imediato um serviço de primeiros socorros. Desta sua experiência resultou o livro Un souvenir de Solferino, publicado em 1862, onde sugeria a criação de grupos nacionais de ajuda para apoiar os feridos em situações de guerra, e propunha a criação de uma organização internacional que permitisse melhorar as condições de vida e prestar auxílio às vítimas da guerra.

## O resultado
Em 1863, incitado por Gustave Moynier, e apoiado pelo Guillaume-Henri Dufour (o General Dufour) e os médicos Louis Appia e Théodore Maunoir - o chamado O Comitê dos Cinco - criam o que chamava na altura 'comité international de secours aux blessés (Comité internacional de socorro aos feridos) reconhecida no ano seguinte pela Convenção de Genebra e o que viria a ser o Comitê Internacional da Cruz Vermelha.
De personalidade altruísta, Dunant não teve sorte nos seus negócios, acabando por se isolar em Heiden, na Suíça. Após adoecer, esteve internado no hospital desta vila Suíça, onde veio a falecer em 1910.
Entre outros prémios, Dunant recebeu de Portugal a Ordem de Cristo, em 1897.

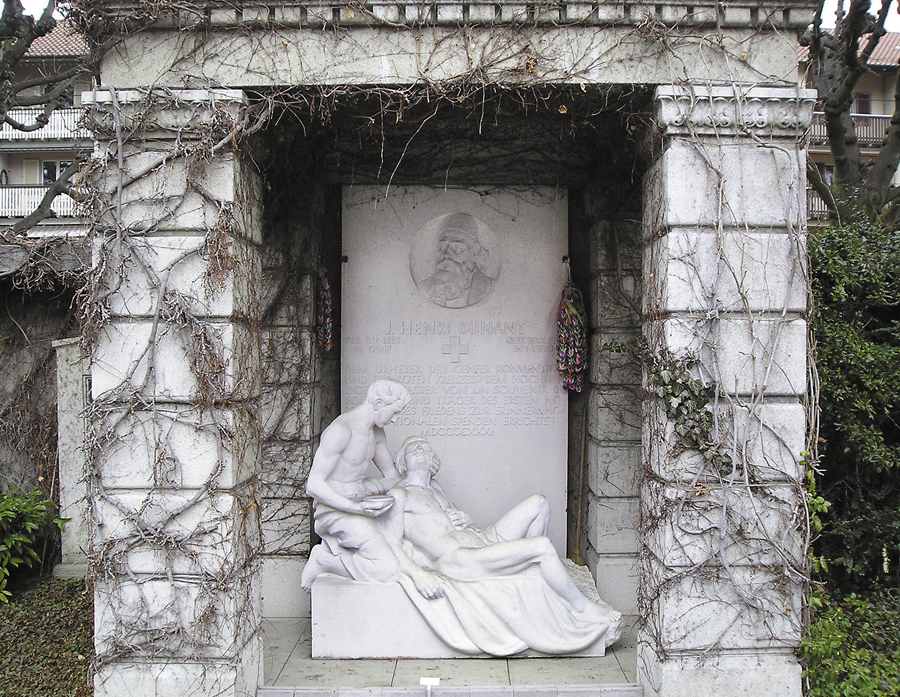
Sepultura no Friedhof Sihlfeld, Zurique

## Henri Dunant e Gustave Moynier
Embora compartilhem uma causa em comum, a história opôs muitas vezes  Dunant e  Moynier. Aliados no princípio, os dois homens foram rapidamente confrontados sobre a orientação geral a dar à sua ação humanitária e, posteriormente, rivalizaram para obter diferentes marcas de reconhecimento. Motivado pelo seu pragmatismo e com vontade de dar estruturas sólidas à instituição, Moynier participa à anulação do idealista Dunant, após dificuldades financeiras que encontra, e impede que ele pudesse voltar para a direção dos negócios, a ponto de comprometer a sua própria subsistência.
Esse conflito vai durar a vida inteira e não encontrar qualquer forma de reconciliação. Na verdade, ele manteve uma imagem bastante negativa de Moynier, que passa por um perseguidor de Dunant, erguido em figura de mártir, mas não impede o importante papel de presidente por mais de 40 anos do CICV que foi Moynier. Curiosamente ambos morrem no mesmo ano, 1910.

## Publicações (seleção)
- Notice sur la Régence de Tunis. Genf 1858.
- L’Empire de Charlemagne rétabli ou Le Saint-Empire romain reconstitué par sa Majesté L’Empereur Napoléon III. Genf 1859.
- Mémorandum au sujet de la société financière et industrielle des Moulins de Mons-Djémila en Algérie. Paris, undatiert (ca. 1859)
- Un Souvenir de Solférino. Genf 1862
- L'Esclavage chez les musulmans et aux États-Unis d'Amérique. Genf 1863.
- La charité sur les champs de bataille. Genf 1864.
- Les prisonniers de guerre. Paris 1867.
- Bibliothèque internationale universelle. Paris 1867.
- An die Presse. In: Die Waffen nieder! Wien 1896, Nr. 9, S. 327–331. (Online bei ANNO)
- Kleines Arsenal gegen den Militarismus. In: Die Waffen nieder! Wien 1897, Nr. 5, S. 161–166; Nr. 6, S. 208–210; Nr. 8–9, S. 310–314.
- Kleines Arsenal gegen den Krieg. In: Die Waffen nieder! Wien 1897, Nr. 10, S. 366–370.